# أوليف واري
أوليف واري (بالإنجليزية: Olive Wharry)‏ (29 سبتمبر 1886 - 2 أكتوبر 1947) هي فنانة إنجليزية، وحارقة ممتلكات عامة، وناشطة في مجال حق التصويت للنساء، سُجنت عام 1913 مع ليليان لينتون بسبب إحراق جناح الشاي في حدائق النباتات الملكية كيو.

## نشأتها
ولدت أوليف واري لعائلة من الطبقة الوسطى في لندن، والدتها كلارا (1855-1910، لقبها قبل الزواج فيكرز) ووالدها روبرت واري (1853-1935) كان يعمل طبيبًا؛ وكانت الطفلة الوحيدة لزواج والدها الأول. كان لدى واري ثلاثة إخوة غير أشقاء أصغر منها سناً وأخت غير شقيقة من زواج والدها الثاني. نشأت في لندن، ثم انتقلت العائلة إلى ديفون عندما تقاعد والدها من مهنته في الطب. بعد تخرجها من المدرسة، أصبحت واري طالبة فنون في مدرسة الفنون في إكستر، وفي عام 1906 سافرت مع والدها ووالدتها حول العالم. أصبحت ناشطة في الاتحاد الاجتماعي والسياسي للمرأة في نوفمبر 1910. وكانت عضوًا في رابطة الكنيسة من أجل حق المرأة في التصويت.

## 1911 حتى 1913
في نوفمبر 1911 قُبض على واري لمشاركتها في حملة تحطيم النوافذ التابعة للاتحاد الاجتماعي والسياسي للمرأة، وبعد إطلاق سراحها بكفالة من قبل فريدريك بيثيك لورنس والسيدة سول سولومون، حكم عليها بالسجن مدة شهرين. وخلال فترة الحكم هذه والأحكام التي تلت ذلك، احتفظت بدفتر قصاصات يتضمن تواقيع زملائها الناشطين في حق التصويت للنساء. أصبح سجل القصاصات هذا أحد معروضات معرض نيل الحريات في المكتبة البريطانية (2008-2009). 
في مارس 1912، ألقي القبض على واري مرة أخرى بعد تورطها مجددًا بتحطيم النوافذ، وحُكم عليها بالسجن ستة أشهر في سجن وينسون غرين في برمنغهام. شاركت في إضراب عن الطعام وأفرج عنها في يوليو 1912، قبل أن تنهي مدة عقوبتها. في نوفمبر 1912، اعتُقلت كـ «جويس لوك» مع ثلاثة أخرين من الناشطين في أبردين بعد تورطها في شجار خلال اجتماع تحدث فيه لويد جورج. بعد أن حُكم عليها بالسجن خمسة أيام، تمكنت من تحطيم نوافذ زنزانتها.

## حريق حدائق كيو المتعمد
في 7 مارس 1913، كانت واري تبلغ 27 عامًا، أُرسلت هي وليليان لينتون إلى سجن هولواي لإشعالهما النار في جناح الشاي في حدائق كيو، ما تسبب بتلف بقيمة 900 جنيه إسترليني. وكانت قيمة التأمين للحدائق تبلغ 500 جنيه إسترليني فقط. في أثناء محاكمة واري في أولد بيلي وُجه الاتهام إليها مرة أخرى تحت الاسم المفترض لها «جويس لوك»، واعتبرت الإجراءات «مزحة جيدة». وذكرت أنها ولينتون تحققتا من أن جناح الشاي كان فارغًا قبل إضرام النار فيه. وأضافت أنها كانت تعتقد أن الجناح يتبع للتاج (حكومة المملكة المتحدة)، وتمنت أن تدرك المرأتان اللتان تمتلكان الجناح أنها كانت تخوض حربًا، وأنه في الحرب حتى المقاتل يجب أن يعاني. حُكم على واري بالسجن لثمانية عشر شهرًا بالإضافة إلى التكاليف، ولكنها رفضت الدفع وقالت «أرفض القيام بذلك. يمكنكم أن ترسلوني إلى السجن، لكنني لن أدفع التكاليف أبدًا». 
في السجن، أضربت واري عن الطعام مدة 32 يومًا، وقدمت طعامها إلى سجناء آخرين، على ما يبدو دون أن يلاحظ الحراس ذلك. وقالت واري إنه خلال فترة سجنها انخفض وزنها من 50 كيلو غرامًا إلى 36 كيلو غرامًا. في مايو 1913، حوكم والدها الدكتور ريتشارد واري بتهمة الاعتداء على محضر المحكمة الذي جاء إلى هولسوورثي ليقدم طلبًا إلى أوليف واري لدفع تعويض عن الضرر الناجم عن حريق كيو.